# Torpedo
Pour les articles homonymes, voir Torpedo (homonymie).
Genre
Torpedo (les torpilles ou raies électriques) est un genre de poissons de l'ordre des Torpediniformes qui comprend environ 22 espèces. Ce sont des poissons cartilagineux vivant près du sol, et qui ont la capacité de produire de l'électricité comme moyen de défense ou de prédation.

## L'organe électrique d'une torpille
L'espèce la plus grande est Torpedo nobiliana, la torpille noire, qui peut peser jusqu'à 90 kg et délivrer des chocs électriques de 60 à 230 volts et dépassant les 30 ampères. Les raies électriques produisent de la bioélectricité grâce à leur organe électrique. Cet organe constitué de cellules dérivées de myocyte, nommées électroplaques ou électrocyte, est hypertrophié. Elles sont capables de produire un potentiel électrochimique de membrane du même type que celui produit par toute cellule, mais ici amplifié par la grande concentration en canaux ioniques. L'organe électrique agit comme une batterie qui peut décharger des chocs électriques sous forme d'impulsions. Le choc électrique peut être envoyé dans le corps d'une proie pour l'assommer, la capturer et la manger plus facilement ; ou bien dans le corps d'un prédateur pour s'en protéger. L'organe électrique des torpilles est très utilisé pour la recherche en neuroscience pour ses propriétés bio-électriques et aussi pour l'identification de canal ionique.

## Morphologie
La torpille est un poisson plat, comme les autres raies, en forme de disque, dont les extrémités caudales sont de taille variée. La bouche et les branchies sont situées à la face inférieure de l'animal. Les mâles ont un cloaque près de la base de la queue. Les femelles sont ovovivipares.

## Étymologie
Les armes torpilles ont été nommées en raison de l'animal. La racine latine a aussi donné le mot torpeur, peut-être à cause de la sensation que l'on ressent après avoir reçu une décharge de torpille...

## Liste des espèces de torpilles

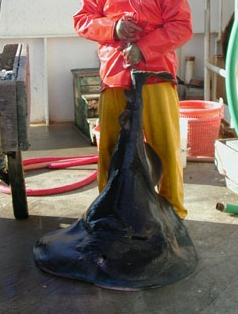
La Torpille noire (Torpedo nobiliana) est la plus grosse espèce, pouvant peser jusqu'à 90 kg.

| Selon FishBase et World Register of Marine Species (12 février 2014) : - Torpedo adenensis Carvalho, Stehmann & Manilo, 2002 - Torpedo alexandrinsis Mazhar, 1987 - torpille alexandrine - Torpedo andersoni Bullis, 1962 - torpille de Floride - Torpedo bauchotae Cadenat, Capapé & Desoutter, 1978 - Torpedo californica Ayres, 1855 - raie électrique du Pacifique - Torpedo fairchildi Hutton, 1872 - Torpedo formosa Haas & Ebert, 2006 - Torpedo fuscomaculata Peters, 1855 - Torpedo mackayana Metzelaar, 1919 - Torpedo macneilli (Whitley, 1932) - Torpedo marmorata Risso, 1810 - raie électrique marbrée ou torpille marbrée - Torpedo microdiscus Parin & Kotlyar, 1985 - Torpedo nobiliana Bonaparte, 1835 - torpille noire - Torpedo panthera Olfers, 1831 - torpille panthère - Torpedo peruana Chirichigno F., 1963 - Torpedo puelcha Lahille, 1926 - Torpedo semipelagica Parin & Kotlyar, 1985 - Torpedo sinuspersici Olfers, 1831 - Torpedo suessii Steindachner, 1898 - Torpedo tokionis (Tanaka, 1908) - Torpedo torpedo (Linnaeus, 1758) - torpille commune ou torpille ocellée - Torpedo tremens de Buen, 1959 | Selon ITIS (12 février 2014) : - Torpedo adenensis Carvalho, Stehmann & Manilo, 2002 - Torpedo andersoni Bullis, 1962 - Torpedo bauchotae Cadenat, Capape & Desoutter, 1978 - Torpedo californica Ayres, 1855 - Torpedo fuscomaculata Peters, 1855 - Torpedo mackayana Metzelaar, 1919 - Torpedo macneilli (Whitley, 1932) - Torpedo marmorata Risso, 1810 - Torpedo nobiliana Bonaparte, 1835 - Torpedo panthera Olfers, 1831 - Torpedo peruana Chirichigno F., 1963 - Torpedo sinuspersici Olfers, 1831 - Torpedo tokionis (Tanaka, 1908) - Torpedo torpedo (Linnaeus, 1758) - Torpedo tremens de Buen, 1959 |

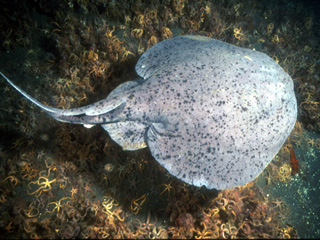
Torpedo californica
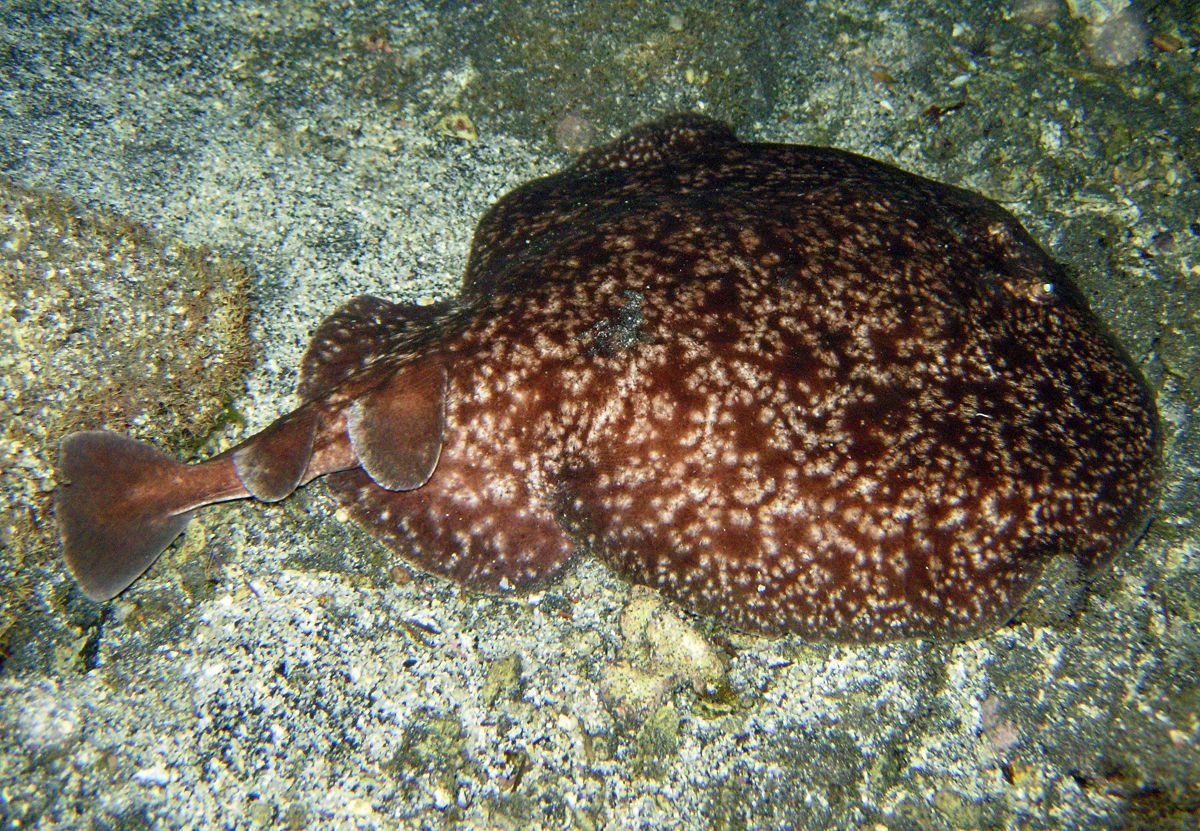
Torpedo fuscomaculata
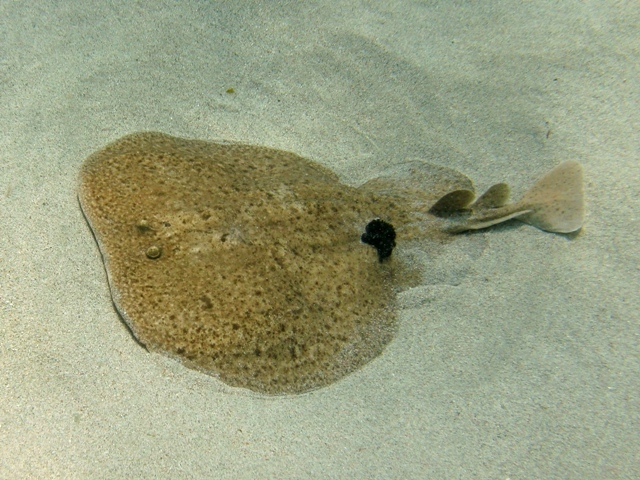
Torpedo marmorata
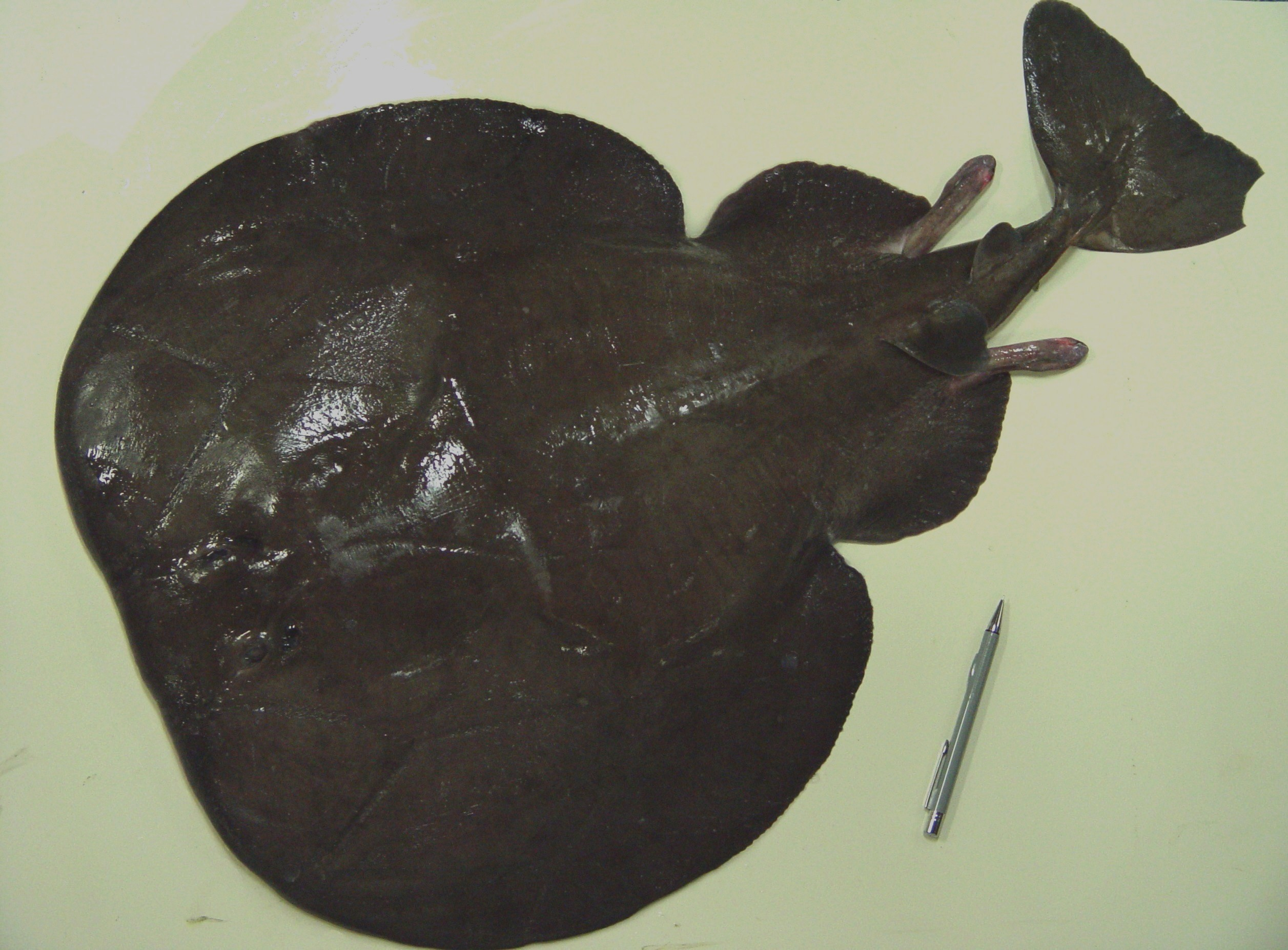
Torpedo nobiliana
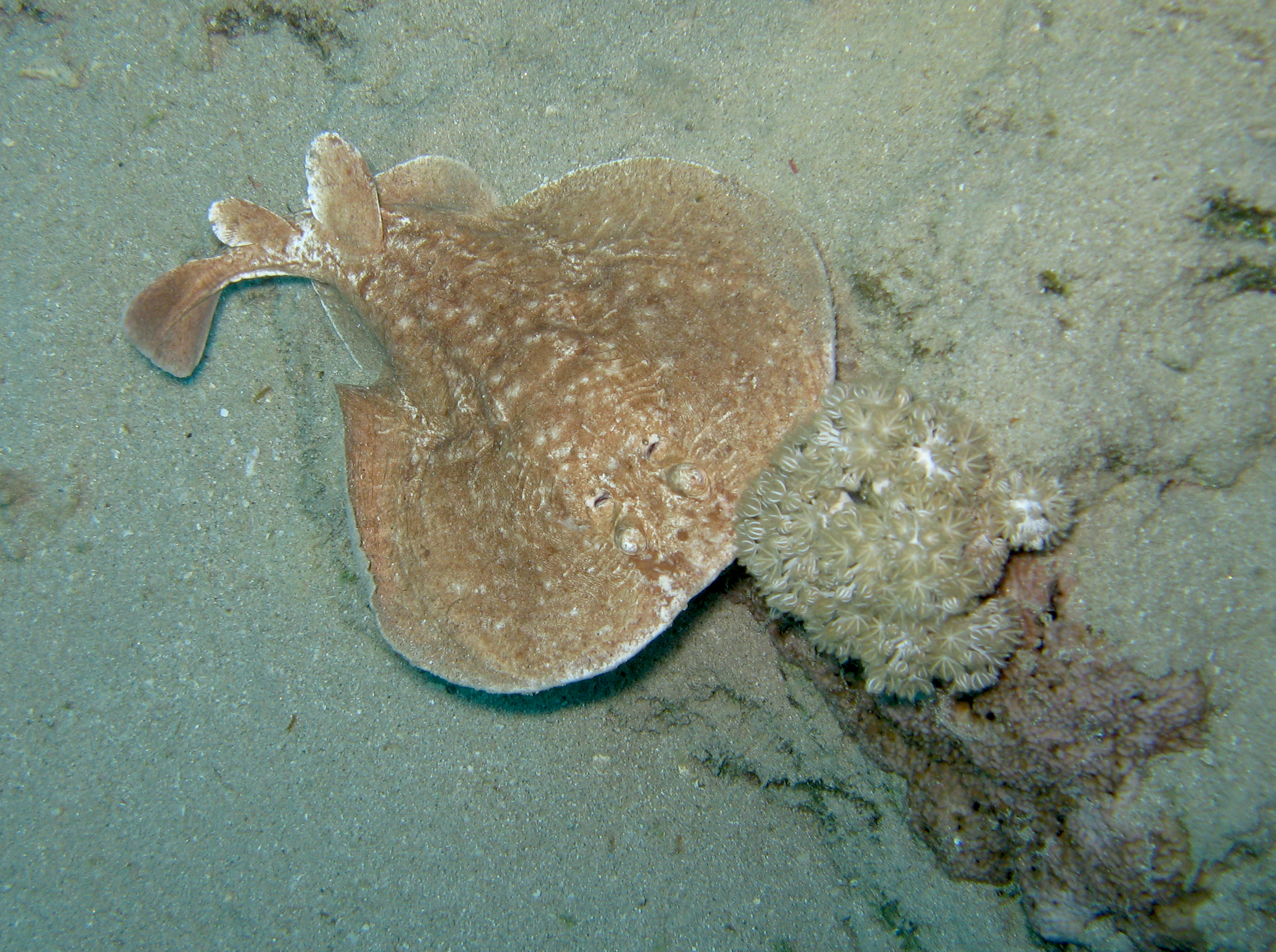
Torpedo panthera
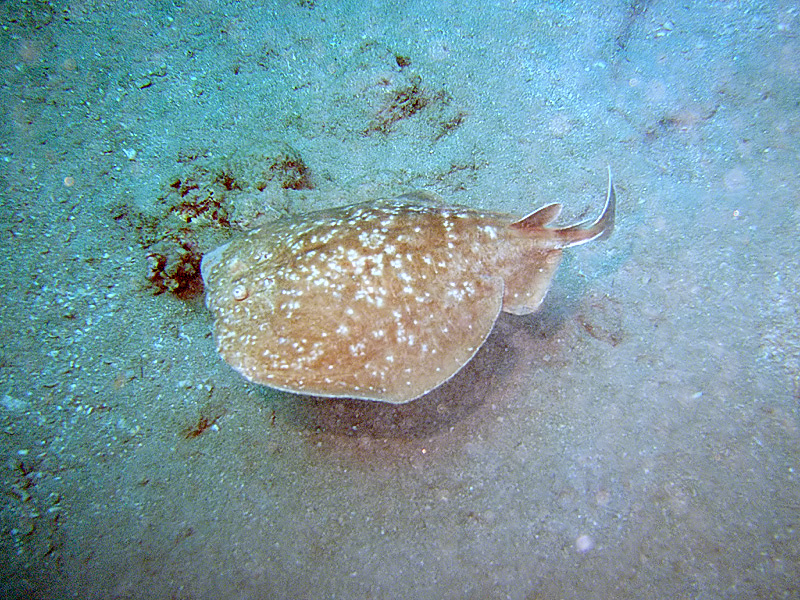
Torpedo sinuspersici
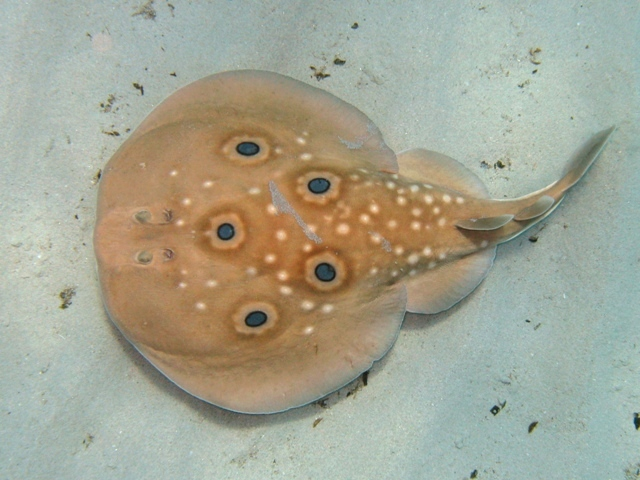
Torpedo torpedo

## La torpille dans la littérature scientifique
Du Bartas lui consacre un long développement dans le Ve Jour de La Semaine (vers 225 sqq.: La Torpille, qui sçait qu'elle porte en son flanc). Avant lui Aristote en avait parlé (Sur l’intelligence des animaux), ainsi qu'Oppien (Halieutiques, 1, vers 104). Jacques Grévin la mentionne dans Deux livres des venins (1568, livre I).

## La torpille dans la littérature
Dans le Ménon de Platon, Socrate est comparé à un "poisson-torpille". En effet, Socrate embarrasse et impressionne tous ceux qui l'approchent, par sa parole. Ses interlocuteurs sont étourdis. Le terme grec pour étourdir est le même que pour désigner la torpille.
Dans 20 000 lieues sous les mers de Jules Verne, Conseil, le fidèle serviteur de Pierre Arronax, est électrisé par un poisson torpille qu'il a saisi à deux mains. Il se venge en le mangeant.